# Saint-Germain-des-Prés (Tarn)
Saint-Germain-des-Prés (okzitanisch: Sant German dels Prats) ist eine französische Gemeinde mit 920 Einwohnern (Stand: 1. Januar 2022) im Département Tarn in der Region Okzitanien. Die Gemeinde gehört zum Arrondissement Castres und zum Kanton Le Pastel (bis 2015: Kanton Puylaurens). Die Einwohner werden Saint-Germinois genannt.

## Geografie
Saint-Germain-des-Prés liegt etwa 40 Kilometer ostsüdöstlich von Toulouse und etwa 12 Kilometer westsüdwestlich von Castres. Der Sor begrenzt die Gemeinde im äußersten Osten. Umgeben wird Saint-Germain-des-Prés von den Nachbargemeinden Puylaurens im Norden und Westen, Sémalens im Nordosten, Cambounet-sur-le-Sor im Osten und Nordosten, Soual im Osten, Lescout im Südosten sowie Lempaut im Süden.

## Bevölkerungsentwicklung
| Jahr                      | 1962 | 1968 | 1975 | 1982 | 1990 | 1999 | 2006 | 2013 |
| Einwohner                 | 424  | 429  | 393  | 377  | 551  | 589  | 748  | 896  |
| Quelle: Cassini und INSEE |      |      |      |      |      |      |      |      |

## Sehenswürdigkeiten
- Kirche
- Taubenhaus
- Domäne Flore